# Balekoppa, Narasimharajapura
Balekoppa là một làng thuộc tehsil Narasimharajapura, huyện Chikmagalur, bang Karnataka, Ấn Độ.